# Eric Hágsater
Eric Hágsater, född 1945, är en mexikansk botaniker som är specialiserad på orkidésläktet Epidendrum. Han är chef för herbariumet vid Asociación Mexicana de Orquideología.
Auktorsnamnet Hágsater kan användas för Eric Hágsater i samband med ett vetenskapligt namn inom botaniken; se Wikipediaartiklar som länkar till auktorsnamnet.